# Чарыгин, Михаил Михайлович
Михаил Михайлович Чарыгин (24 июля 1894, село Бикберды Осинского уезда Пермской губернии — 24 января 1969, Москва) — учёный-нефтяник, основатель кафедры геологии Московского нефтяного института им. И. М. Губкина, профессор.

## Биография
Родился 12 (24) июля 1894 года в селе Бикберды (Осинский уезд, Пермская губерния, Российская империя).
В 1918—1919 годах — член чрезвычайной комиссии по борьбе с холерой в Петрограде.
В 1924 году закончил Московскую горную академию.
В 1926—1930 годах — промысловый геолог в Грозном (1923—1926); научный сотрудник, зав. отделом Государственного исследовательского нефтяного института (ГИНИ), преподаватель Московской горной академии.
В 1930—1969 годах работал в Московском нефтяном институте им. И. М. Губкина: заведующий кафедрой общей геологии. Доцент (1935), профессор (1940), доктор геолого-минералогических наук.
- 1933—1935, 1947—1959 — декан геологоразведочного факультета
- 1939—1942 — директор Московского нефтяного института им. И. М. Губкина.

Скончался 24 января 1969 года в Москве.

## Награды, звания и премии
- 1942 — Орден Ленина
- 1945 — Орден «Знак Почёта»
- 1949 — Орден Трудового Красного Знамени
- 1949 — Заслуженный деятель науки и техники РСФСР
- 1959 — Орден Трудового Красного Знамени
- Дважды лауреат премии имени академика И. М. Губкина — за выдающиеся исследования и монографии: Тектоническое строение и перспективы нефтегазоносности Прикаспийской впадины (1968), Перспективы освоения нефтегазоносных недр Западного Казахстана (1968)

## Членство в организациях
- 1939 — ВКПб / КПСС
- 4 раза избирался депутатом Моссовета
- член редколлегии журналов «Геология нефти и газа», «Геология и разведка»
- член Высшей аттестационной комиссии (с 1942), председатель экспертной секции и член Президиума ВАК
- председатель Специализированного совета по присуждению ученых степеней в области нефтегазовой геологии (1960—1969)

## Память
- Его имя присвоено стипендии студентам РГУ нефти и газа им. И. М. Губкина (1995).